# Besenello
Besenello là một đô thị ở Trentino ở vùng Trentino-Alto Adige/Südtirol của Ý, tọa lạc cách 15 km về phía nam của Trento. Tại thời điểm ngày 31 tháng 12 năm 2004, đô thị này có dân số 2.024 người và diện tích là 26,0 km².
Đô thị Besenello có các frazioni (đơn vị trực thuộc, chủ yếu là các làng) Compet, Dietrobeseno, Acquaviva, Golla, Màsera, Ondertòl, Posta Veccia, và Sottocastello.
Besenello giáp các đô thị: Trento, Vigolo Vattaro, Bosentino, Vattaro, Aldeno, Centa San Nicolò, Calliano, Nomi, và Folgaria.